# Université de Bombay
L’université de Bombay (en hindi : मुंबई विश्वविद्यालय) est une université d'État située à Bombay dans l’État du Maharashtra.

## Histoire
L’université de Bombay est renommée en 1996 université de Mumbai.

## Personnalités liées à l'université

### Étudiants
- Mohandas Karamchand Gandhi, fondateur de l'Inde moderne
- Muhammad Ali Jinnah, fondateur du Pakistan
- Harrish Sairaman, hypnothérapeute et conférencier
- Kamal Ranadive, biologiste, chercheuse biomédicale
- Zakir Naik, médecin-chirurgien, islamologue et conférencier
- Bhikhu Parekh, homme politique britannique, universitaire et pair à vie.
- Ram Etwareea, journaliste économique